# Weilburg (zámek)
Zámek Weilburg nebo zkráceně "Weilburg" býval zámek v Badenu v Dolním Rakousku. Dnes zámek připomíná pouze erbovní kámen ve "Weilburgstraße" ve městě Badenu.

## Historie
17. září 1815 se 44letý arcivévoda Karel, syn císaře Leopolda II. oženil s princeznou Jindřišku Nasavsko-Weilburskou (1797–1829) a krátce po svatbě se rozhodl vybudovat zámek, jako letní sídlo pro svou ženu. Pro svůj záměr si Karel vybral pozemek na úpatí "Burgbergu" se zříceninou hradu Rauheneck, a se zříceninou hradu Rauhensteinu, na protějším kopci u vstupu do Helenentalu. Pozemek tehdy patřil rodu Doblhoffů, kteří arcivévodovi pozemky prodali.
Dne 13. září 1820 byl položen základní kámen zámku a na štědrý den roku 1821 arcivévoda Karel nový Weilburg daroval manželce. Zámek podle návrhu Josefa Kornhäusela (1782–1860) byl dokončen 4. června 1823.
Palác s uliční frontou 201 metrů, patřil k nejvýraznějším klasicistním stavbám v Rakousku.
V noci z 29. na 30. prosince 1829 však Jindřiška z Nassau-Weilburgu ve Vídni zemřela. Podle závěti měl Weilburg připadnout tehdy ještě nedospělému nejstaršímu synovi Albrechtovi. Správa majetku byla svěřena jeho otci arcivévodovi Karlovi. Ten zemřel 30. dubna 1847.

### Vyhlídkový pavilon

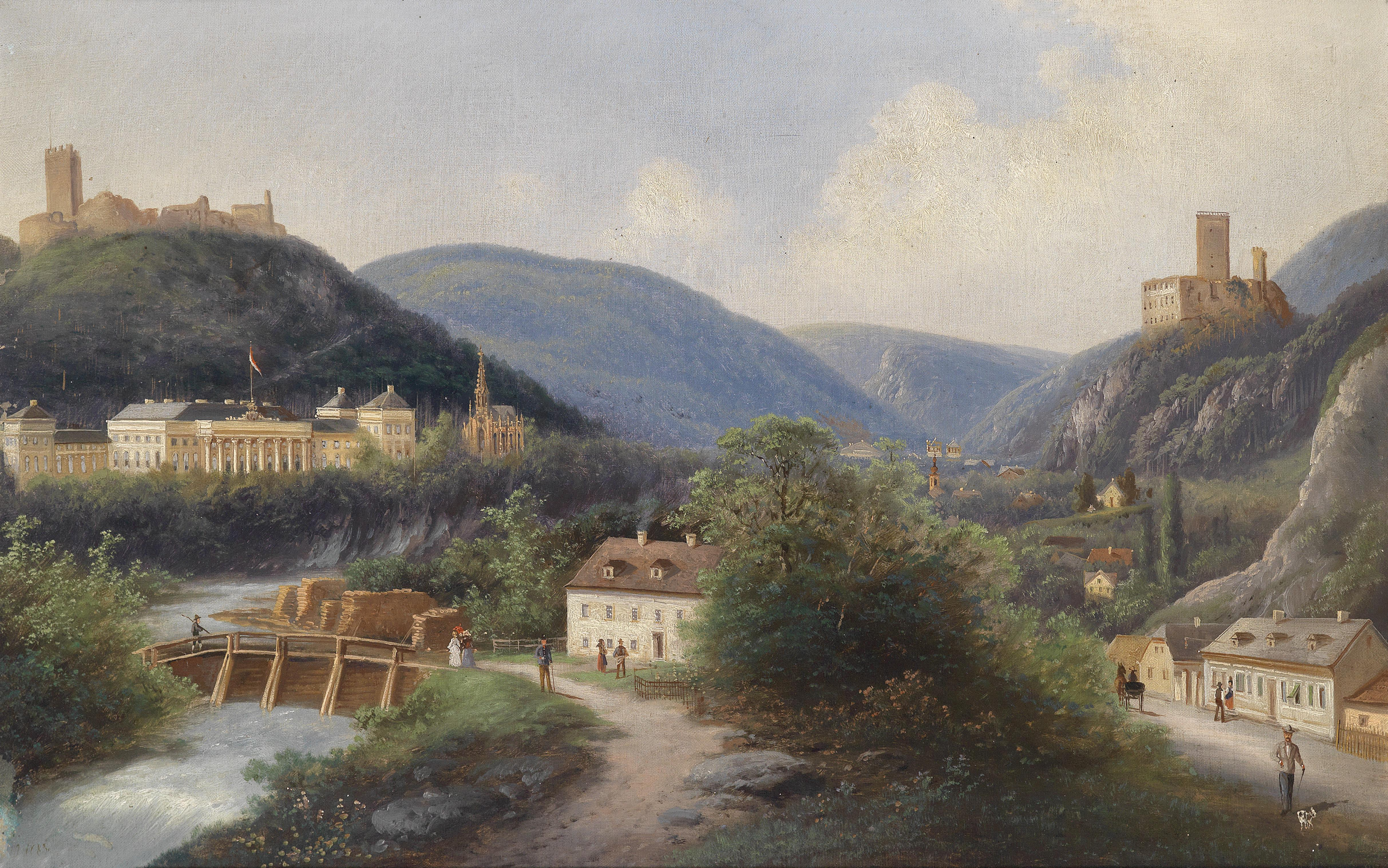
Zámek Weilburg v krajině mezi kopci

Arcivévoda Albrecht II. Rakousko-Těšínský, "vojevůdce v bitvě u Custozy", se téměř každé léto zdržoval v Badenu a rozšiřoval Weilburg o pozemky, které odkupoval od pánů z Doblhoffu včetně lesů na Rauheneckém kopci, na kterém nechal postavit vyhlídkový pavilon pro svou ženu, po níž byl pojmenován: Hildegardruhe.
Zámek Weilburg pro svou pěknou polohu byl oblíbeným námětem pro malíře, jako např. Jakob Alt (1789–1872), Thomas Ender (1793–1875), Balthasar Wigand nebo Eduard Gurk (1801–1841).

### Zámecká kaple
V parku, v blízkosti západního křídla zámku, nechal arcivévoda Albrecht v roce 1856 postavit kapli podle plánů architekta Antona Hefta. Ta byla vysvěcena 31. července 1858.

## Převody vlastnictví

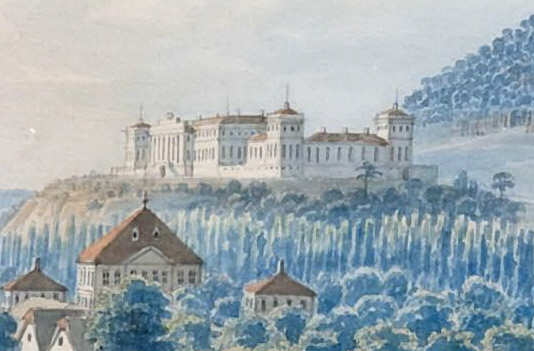
Obraz zámku od Johanna Raulina

Arcivévoda Albrecht zemřel 18. února 1895 bez mužských potomků. Ve své závěti ustanovil dědicem svého synovce arcivévodu Bedřicha (1856–1936), nejstaršího syna svého bratra Karla Ferdinanda (1818–1874).
Po smrti císaře Františka Josefa I., 21. listopadu 1916 byl jeho následník Karel I. (1887–1922), vrchní velitel rakousko-uherské armády v první světové válce přemístil c. a k. armádní velitelství z Těšína do Badenu, do zámku Weilburg, se záměrem přenést sem i všeobecnou zdravotní pojišťovnu..
Po první světové válce obdaroval arcivévoda Bedřich, který v letech 1914–1916 byl vrchním velitelem rakousko-uherské armády nejdříve přesídlil do Švýcar. Zřídili pokusně republiku Rakousko-uherskou a možnost znovu nastolení monarchie prostřednictvím Mikuláše Horthyho (1868–1957). Bedřich si v Ungarisch-Altenburgu zřídil bydliště a hlavním bydlištěm a nechal výraznou část inventáře ve Weilburgu k dispozici. Poté byl zámek po několik let prázdný.
V roce 1928 proběhla obecní reforma "Obecní správa Vídně" a o zámek Weilburgu projevila zájem nadace o přetvoření zámku pro potřebu ubytování nemocných dětí. Arcivévoda Bedřich však zámek i se svou rodinou obýval až do konce války,, proto bylo nutné zrevidovat vlastnická práva k nemovitosti..
V roce 1930 posloužil zámek pro účely výstavy "450 let města Baden", a obecní rada jednala o získání zámku pro rozšíření termálních lázní. Roku 1934 se objevila myšlenka, podle které měl být zámek Weilburg využit pro účely kasina. Od tohoto záměru však bylo upuštěno, neboť zámek ležel příliš daleko od města.
Dne 30. prosince 1936 zemřel arcivévoda Bedřich. Zanechal po sobě osm dcer a jednoho, jako posledního narozeného, mužského následníka, arcivévodu Albrechta II. (1897–1955), kterého Bedřich ustanovil svým dědicem a jemu také připadl zámek Weilburg. Arcivévoda Albrecht II., podporovaný svou matkou Isabelou, rozenou vévodkyní Croy-Dülmen (1888–1973), vystupuje jako uherského následník trůnu. Během druhé světové války žil v Budapešti, avšak před příchodem Rudé armády uprchl do Argentiny. 23. června 1955 v Buenos Aires zemřel.
Zámek Weilburg byl od 31. ledna 1940 chráněnou památkou. 1. dubna téhož roku byla zde umístěna jednotka školního pluku Brandenburg, později sloučený s horskými myslivci. 12. prosince 1944 armáda opustila Weilburg a 2. dubna 1945 při požáru, který velkou část zámku zcela zničil, protože se blížili Sověti, hasiči dostali zákaz k hašení požáru. Mluvilo se o tom, že v paláci byly "uloženy cenné válečné zařízení a důležité dokumenty, což mohlo být příčinou založení požáru".
Požárem zničená ruina zámku, z něhož bylo jen několik obvodových zdí, se rozpadala. Sovětská okupační vojska ještě několik let poté užívala stáje zámku, které požár nezničil. Při požáru byla ušetřena také kaple, kterou armáda využívala jako sklad sena.
Po smrti arcivévody Albrechta následovalo dědické řízení. "Jednání byla zdlouhavá a obtížná a skončila v roce 1967 výrokem, že panství Weilburg a další majetek přecházejí na Pavla, barona z Waldbott-Bassenheimu". Právníci nového vlastníka poté vznesli požadavek, aby byl zámek uveden pod ochranu památkového úřadu, s cílem pozemky výhodněji rozprodat, což se jim však ani po zdlouhavých jednáních nepodařilo. Spolkový památkový úřad a Spolkové ministerstvo školství se vyjádřily pro údržbu památek. Správní soud, jako třetí a poslední instance, žádost zamítl. Dne 19. srpna byl zbytek ruin odstřelen. Došlo k silnému poškození kamenného erbu, který musel být zcela zrekonstruován.
Zámecký areál ještě několikrát změnil majitele, než v roce 1964 našel využití, jako pozemek pro výstavbu sídliště.

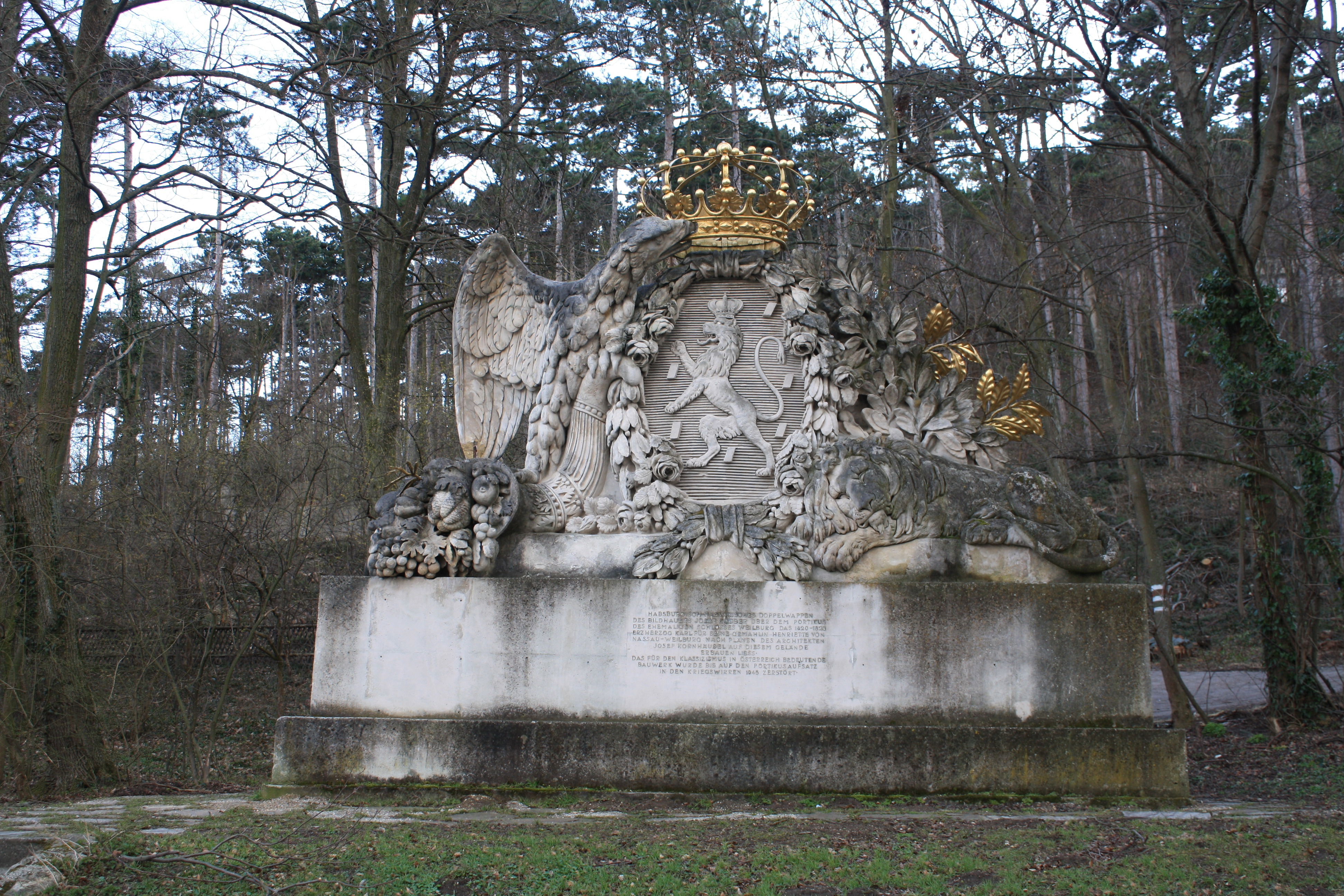
Erbovní kámen

Erbovní kámen, lidově nazývaný "náhrobek Weilburgu", kdysi vévodil atice brány. Kámen od sochaře Josefa Kliebera (1773–1850) zobrazuje lva ve skoku.